# Slatinné vrchy
Slatinné vrchy este o arie protejată (arie specială de conservare — SAC, sit de importanță comunitară — SCI) din Republica Cehă întinsă pe o suprafață de 138,46 ha, integral pe uscat.

## Localizare
Centrul sitului Slatinné vrchy este situat la coordonatele 50°33′10″N 14°42′29″E / 50.552778°N 14.708056°E.

## Înființare
Situl Slatinné vrchy a fost declarat sit de importanță comunitară în aprilie 2005 pentru a proteja 1 specie de animale. Situl a fost protejat și ca arie specială de conservare în septembrie 2014.

## Biodiversitate
Situată în ecoregiunea continentală, aria protejată nu include niciun habitat protejat.
La baza desemnării sitului se află o specie protejată de  nevertebrate: Rosalia alpina.